# Archana Suseentran
Archana Suseentran (* 9. Juni 1994) ist eine indische Leichtathletin, die sich auf den Sprint spezialisiert hat.

## Sportliche Laufbahn
Erste internationale Erfahrungen sammelte Archana Suseentran bei den Jugendweltmeisterschaften 2011 nahe Lille, bei denen sie im 200-Meter-Lauf mit 25,58 s in der ersten Runde ausschied, wie auch bei den anschließenden Commonwealth Youth Games in Douglas. 2014 siegte sie im 100-Meter-Lauf in 11,98 s bei den Spielen der Lusophonie in Goa. Bei den Asienmeisterschaften 2019 in Doha belegte sie mit der indischen 4-mal-100-Meter-Staffel in 43,81 s den vierten Platz. Ende September nahm sie über 200 Meter an den Weltmeisterschaften, ebenfalls in Doha, teil und schied dort mit 23,65 s in der ersten Runde aus. Kurz darauf siegte sie bei den Südasienspielen in Kathmandu in 11,80 s und 23,66 s über 100 und 200 Meter und gewann mit der indischen Staffel in 45,36 s die Silbermedaille hinter dem Team aus Sri Lanka. 2023 belegte sie bei den Hallenasienmeisterschaften in Astana in 7,39 s den vierten Platz im 60-Meter-Lauf.
In den Jahren 2018 und 2021 wurde Suseentran indische Meisterin in der 4-mal-100-Meter-Staffel.

## Persönliche Bestzeiten
- 100 Meter: 11,41 s (+0,3 m/s), 30. September 2022 in Gujarat
  - 60 Meter (Halle): 7,39 s, 10. Februar 2023 in Astana
- 200 Meter: 23,06 s (+0,6 m/s), 4. Oktober 2022 in Gujarat